# خطاب انتخابي (سياسة)

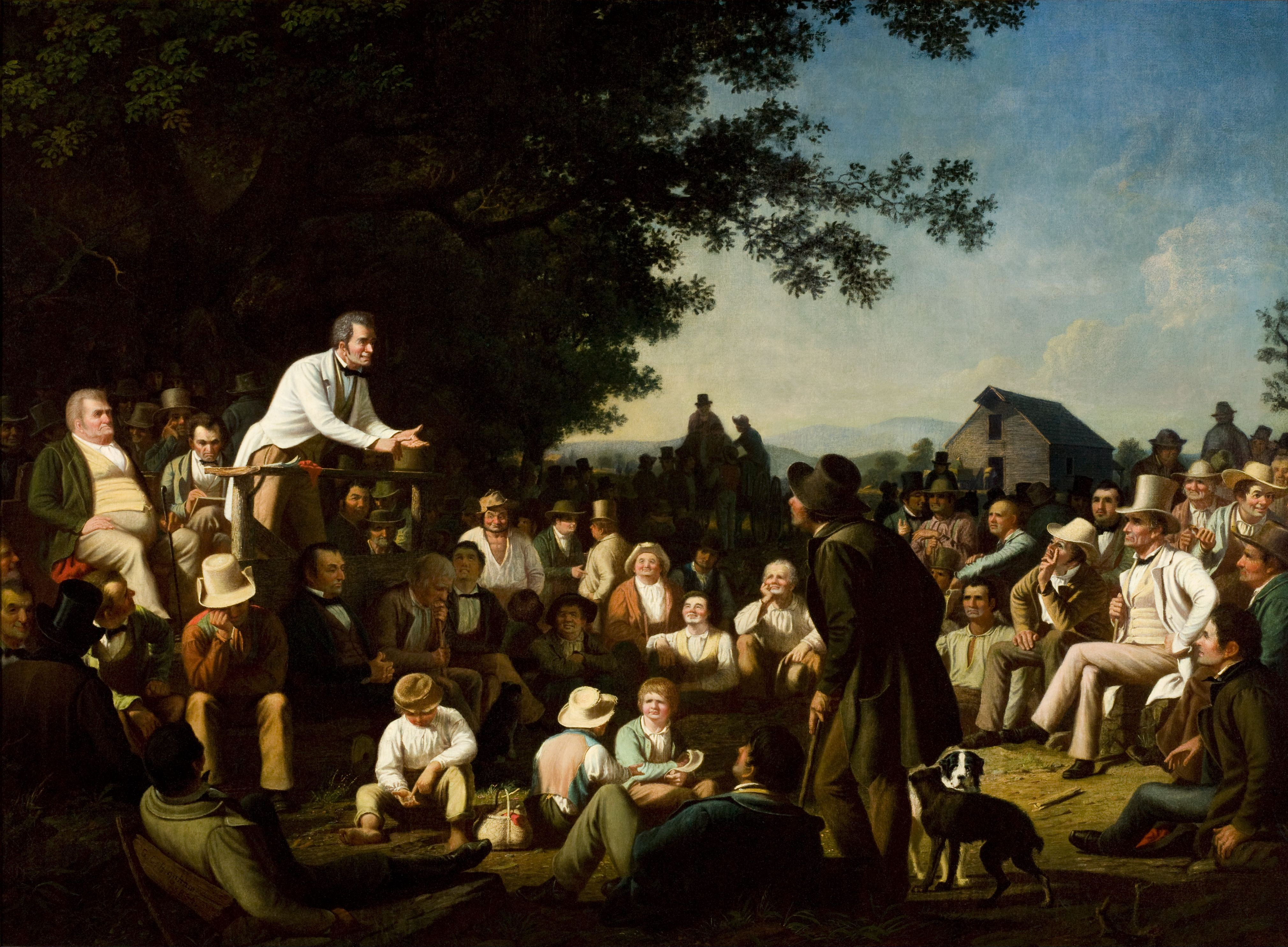
خطاب انتخابي (1853-54)، جورج كاليب بينغهام

الخطاب الانتخابي السياسي هو خطاب يستخدمه السياسي المترشح لمنصب سياسي.

## الأصول
المصطلح مشتق من عادة كانت موجودة في القرن الـ 19 في أمريكا عندما وقف المرشحون السياسيون، خلال حملاتهم الانتخابية من مدينة إلى مدينة أخرى، على جذع شجرة لإلقاء خطاب عادي. ولأن الوتيرة المشغولة للحملات الانتخابية غالبًا ما تُجبر المرشحين على مخاطبة الناس عدة مرات في الأسبوع أو حتى في اليوم، فعادة ما يكتب المرشح وفريقه أو فريقها خطابًا واحدًا ليقوم بإلقائه في معظم أوقات ظهوره على الملأ.
عادة ما يتم تعديل بداية الخطاب لتشمل ذكر المسؤولين المحليين المنتخبين وموظفي الحملة، يتخللها مراجع محلية في بعض الأحيان ولكن يظل معظم كلام الخطاب متطابقًا من يوم إلى آخر. وتنبع الحاجة إلى الخطاب السياسي من الرغبة في الحفاظ على تركيز المرشحين على رسالتهم وتقديم بعض الحجج باستمرار أو الإشارة إلى جوانب معينة من منبرهم السياسي. وغالبًا ما يستخدم المرشحون الأحداث الكبرى لكشف النقاب عن خطاب سياسي جديد أو معدل بشكل كبير.

## حملات الولايات المتحدة
في الحملات الانتخابية الرئاسية في الولايات المتحدة، عادة ما يُشكل خطاب المرشح في مؤتمر الترشح للرئاسة عن حزبه الأساس للخطاب السياسي لمدة الحملة الوطنية.
ليس المقصود بالخطابات السياسية صناعة الأخبار، لأنها خارج تغطية وسائل الإعلام لمظهر المرشح. وعادة ما تتجاهل وسائل الإعلام المحلية محتويات هذه الخطابات في تغطيتها الإخبارية اليومية. ويسمح التنبؤ بالخطابات السياسية للصحفيين بمعرفة متى يستعد المرشح لإنهاء خطابه. ومن الأمثلة الشهيرة على ذلك يأتي من حاكم نيويورك نيلسون روكفلر، الذي كان يستخدم عبارة «أخوية الإنسان، تحت أبوة الله» بشكل مستمر قرب انتهائه من خطاباته خلال عروضه المتعددة للترشح للرئاسة ممثلاً للحزب الجمهوري. واعتاد الصحفيون الذين يقومون بتغطية حملات روكفلر اختصار هذه العبارة لتصبح (BOMFOG).

## وصلات خارجية
An example is provided by the Washington Post on a 2008 presidential candidate Barack Obama speech, complete with time line, segmentation and videos. http://www.washingtonpost.com/wp-dyn/content/graphic/2008/02/26/GR2008022600417.html.